# آندریاس یونگدال
آندریاس یونگدال (انگلیسی: Andreas Jungdal؛ زادهٔ ۲۲ فوریهٔ ۲۰۰۲) بازیکن فوتبال اهل دانمارک است.
از باشگاه‌هایی که در آن بازی کرده‌است می‌توان به میلان و رایندورف آلتاخ اشاره کرد.

## زندگی شخصی
یونگدال در سنگاپور، جایی‌که پدرش برای گروه لگو کار می‌کرد، متولد شد.

## تیم ملی
وی همچنین در تیم‌های ملی فوتبال زیر ۱۷ سال دانمارک، زیر ۱۸ سال دانمارک، زیر ۲۰ سال دانمارک و زیر ۲۱ سال دانمارک بازی کرده‌است.